# Trioza incerta
Trioza incerta är en insektsart som beskrevs av Leonard D. Tuthill 1943. Trioza incerta ingår i släktet Trioza och familjen spetsbladloppor. Inga underarter finns listade i Catalogue of Life.